# Pinopona sinae
Pinopona sinae är en insektsart som beskrevs av Carl Stål 1859. Pinopona sinae ingår i släktet Pinopona och familjen dvärgstritar. Inga underarter finns listade i Catalogue of Life.